# Hildegund Carena
Hildegund Carena oder Hildegund Harms-Carena (* 14. August 1923 in Hamburg-Moorburg; eigentlich Hildegund Ebentheuer-Harms) ist eine deutsche Sängerin und Komponistin.

## Leben
Hildegund Carena wurde als Tochter eines Lehrers in Hamburg-Moorburg geboren. Der Vater spielte Klavier und Geige. Den ersten öffentlichen Auftritt hatte Hildegund als Siebenjährige mit einer einreihigen diatonischen Handharmonika. Sie sammelte Bühnenerfahrung und spielte Harmonika, Klavier, Saxophon und Akkordeon.
Nach dem Kriegsende spielte sie in verschiedenen Kapellen in den Bars der britischen Besatzungstruppen. Ihren ersten Soloauftritt hatte sie 1952.
Sie spielte auf Kreuzfahrtschiffen und in Hamburger Unterhaltungslokalen.
1964 ging sie mit dem Hamburger Hafenkonzert auf Amerika-Tournee.
Ein größeres Publikum erreichten Auftritte in Hörfunk- und Fernsehsendungen, unter anderem 1968 und 1975 in der Haifischbar und 1973 beim ZDF Sonntagskonzert.
1977 veröffentlichte sie die Schallplatte: „Schweinetango“. Den Text schrieb Benno Strandt. Das Lied wurde später mehrfach gecovert, am erfolgreichsten war dabei 1981 Dieter Hallervorden, der damit Platz 18 der deutschen Charts erreichte.
Weitere Single- und LP-Veröffentlichungen folgten.
Ihr 70-jähriges Bühnenjubiläum feierte sie 2003 im Hamburger Ratsweinkeller. 2011 trat sie mit 88 Jahren im Musikpavillon von Planten un Blomen anlässlich der Aktion „Singen Sie Hamburgisch?“ auf. Das später dazu veröffentlichte Buch, widmet Hildegund Carena ein Kapitel.
Zum Zeitpunkt der Buchveröffentlichung 2013, lebte Hildegund Carena mit ihrem Mann Hermann in der Nordheide.

## Diskografie

### Alben
- 1977: Die Stimme von der Waterkant (EMI, Odeon)
- 1979: Die Stimmungskanone (Marifon)

### Singles
- 1963: Die Ehe muß eine Festung sein / Dir gehn die Haare aus (casino)
- 1970: Mit die höhre Schule is das nix / Jo, datt hes du di dacht (Metronome)
- 1976: ... und mein Jan Dattel / Heimweh nach St. Pauli (Ariola)
- 1985: Kurschatten Tango / So 'Ne Gemeinheit (Bawack Music)
- unbek.: Seemann, deine Reise ist zu Ende / Hejo Benny (casino)